# WWE Confidential
WWE Confidential è un programma televisivo di wrestling, prodotto dalla World Wrestling Entertainment. Fu trasmesso da Spike TV il sabato in seconda serata dopo Velocity a partire dal 25 maggio 2002 fino al 24 aprile 2004, condotto da Gene Okerlund.
Al 18 maggio 2020, i primi 61 episodi di WWE Confidential sono disponibil sul WWE Network.

## Format
Confidential raccontava i "dietro le quinte" della WWE e della vita privata dei wrestler all'interno del ring e fuori. Il programma rompeva costantemente la kayfabe. Confidential venne cancellato nel 2004 e il suo posto venne preso da WWE Experience, programma più tradizionale.
Successivamente, la WWE introdusse un programma simile a Confidential con il nome WWE Outside the Ring ma in versione ridotta. Il nuovo programma televisivo debuttò nel febbraio 2012 sul canale ufficiale di YouTube della WWE.

### Episodi noti
- In un'intervista Shawn Michaels ammise di essere coinvolto nello Screwjob di Montréal dopo che negli anni precedenti aveva negato un suo coinvolgimento.

- Un'analisi sul motivo che spinse Steve Austin ad abbandonare la WWE nel 2002.[1]

- La storia del World Heavyweight Championship con interviste dei precedenti detentori del titolo.

- Segmenti dettagliati sulla vita on the road dei wrestler.[7]

## DVD
Una compilation delle puntate fu messa in commercio su DVD nel 2003 con il titolo The Best of WWE Confidential, Vol. 1